# 사토 메구미 (육상 선수)
사토 메구미(일본어: 佐藤 恵, さとう めぐみ, 1966년 9월 13일~)는 일본의 은퇴한 육상 선수로 주 종목은 높이뛰기이다. 올림픽에 2회 출전하여 1988년 하계 올림픽에서 11위를 했고, 1992년 하계 올림픽에서 7위를 했다. 1987년 하계 유니버시아드 대회에서 동메달을 획득했고, 1986년과 1990년 아시안 게임에서 우승했다.